# 刘婉婷
刘婉婷（1989年2月16日—），中国女子网球运动员，出生于北京。2009年代表北京队在第十一届全国运动会上获得了的女双比赛（与赵依静搭档）的季军和混双比赛（与于欣源搭档）的亚军。

## 个人荣誉
- 十一运会网球女双季军
- 十一运会网球混双亚军
- 2010年广州国际女子网球公开亚军
- 2011年国际网联女子巡回赛·泉州站冠军[3]

## 外部連結
- 刘婉婷的国际女子网球协会官方資料（英文）
- 刘婉婷的國際網球總會 職業／青少年 官方資料（英文）